# Koninklijke Haagse Cricket & Voetbal Vereeniging
De Koninklijke Haagse Cricket & Voetbal Vereeniging, kortweg Kon. HC&VV, is een sportvereniging uit Den Haag. De Koninklijke HC&VV heeft 1650 leden en is onderverdeeld in vier afdelingen. Dit zijn de afdelingen voetbal, cricket, tennis en squash. De naam Koninklijke HC&VV wordt ook wel gebezigd wanneer men het over een van de geledingen heeft. De vereniging speelt sinds 1898 op het terrein "De Diepput" aan de rand van landgoed Clingendael in het Haagse Benoordenhout. De club is na de Koninklijke UD uit Deventer de oudste veldsportclub van Nederland, en behoort tot de tien oudste voetbalclubs van het land. Vroeg in de 20ste eeuw kende HVV haar gouden periode en won maar liefst tien keer de landstitel. Hierdoor speelt de club nog tot op de dag van vandaag met een ster op het shirt en heeft het alleen samen met Ajax, PSV en Feyenoord het privilege om de ster te dragen.

## Afdelingen
- HCC: cricket, opgericht in 1878
- HVV: voetbal, opgericht in 1883, 800 leden
- HTV: tennis, opgericht in 1975, opgeheven in 2012
- HSRC De Diepput: squash, opgericht in 1978, opgeheven in 2023

## Predicaat Koninklijk
Ter gelegenheid van het 100-jarig jubileum van de vereniging heeft koningin Juliana in 1978 het predicaat Koninklijk aan de HC&VV toegekend. Hierbij werd gerefereerd aan de grote rol die HCC had bij de oprichting van de KNCB en bij de oprichting van de KNVB.